# Hashøj
Hashøj is een voormalige gemeente in Denemarken. De oppervlakte bedroeg 130,75 km². De gemeente telde 6632 inwoners waarvan 3382 mannen en 3250 vrouwen (cijfers 2005). Hoofdplaats van de gemeente was Dalmose.
Na de herindeling van 2007 werden de gemeentes Hashøj, Korsør en Skælskør bij Slagelse gevoegd.